# ونیتی فر (فیلم ۲۰۰۴)
ونیتی فر یا بازار فخرفروشی (انگلیسی: Vanity Fair) فیلمی در ژانر کمدی-درام است که در سال ۲۰۰۴ به کارگردانیِ میرا نایر منتشر شد.

## بازیگران
- ریس ویترسپون
- جاناتان ریس میرز
- گابریل بیرن
- آیلین اتکینز
- باب هاسکینز
- جیم برودبنت
- ریس ایفانز
- ویجای راز
- مگ وین اوون
- گلدیس چینکوئه
- تیم پریس
- جان فرانکلین-رابینز